# エリザベス・ウィルキンソン
エリザベス・ウィルキンソン (Elizabeth Wilkinsonもしくはエリザベス・ストークス、Elizabeth Stokesとも) は、18世紀前半に活躍したクラーケンウェル (en:Clerkenwell) 出身のベアナックル・ボクシングのチャンピオンである。おそらくは最初の女子ボクサーであると考えられている。 

## 私生活
ウィルキンソンの生涯を詳述する史料はほとんど残っていない。彼女はロンドンで生まれ、自身を「有名な街ロンドンの (of the famous city of London)」人であると称している。 彼女は当時の英国のボクサーに典型的な、労働者階級から出てきた選手であったようだ 。
エリザベス・ウィルキンソンという名前が彼女の出生名や法的に正式な名前であったかどうかも不明である。彼女は、1722年9月24日に盗賊・殺人犯として処刑されたボクサーのロバート・ウィルキンソン (Robert Wilkinson) の親族か配偶者ではないかと推測されているが、クリストファー・ジェームズ・シェルトン (Christopher James Shelton) は、悪名高い犯罪者との関係をほのめかす名前をリングネームとして付けたのではないかという説を提唱している。
おそらくウィルキンソンはボクサーのジェームズ・ストークス (James Stokes) と結婚した。 1725年の記録には、彼女は彼の「とても良き伴侶 (much admired consort)」であると述べられている。1722年から1726年の間に、彼女はエリザベス・ストークス (Elizabeth Stokes) として知られるようになった。
1728年の対戦記録を最後に、彼女の人生についての情報を記した史料は見つかっていない。

## ボクシングのキャリア
1722年6月、ウィルキンソンはニューゲート・マーケット (Newgate Market) のハンナ・ハイフィールド (Hannah Hyfield) に対して挑戦した。おそらくはこれがロンドンで行われた最初の女性のプライズファイトであった。ロンドンの新聞に出した彼女の広告では「私、クラーケンウェルのエリザベス・ウィルキンソンは、ハンナ・ハイフィールドに納得のいくよう伝えたいことがあるので、ステージの上での殴り合いに招待します (I, Elizabeth Wilkinson, of Clerkenwell, having had some words with Hannah Hyfield, and requiring Satisfaction, do invite her to meet me on the Stage and Box me)」と宣言されている。さらに、18世紀当時のボクシングでは一般的に行われていた目潰しと引っ掻きを禁止するために、両者が半クラウン銀貨を両手に握ることをルールとして指定した  。
同年、彼女はマーサ・ジョーンズ (Martha Jones) という名の魚屋の女性と闘い、22分の試合の末に打ち破ったという   。
ウィルキンソンはジェームズ・フィグのボクシング大会の常連となる。フィグは18世紀初頭における最も著名なプロモーターであり男子ボクサーであったが、当時のエリザベスの人気と知名度はそれを上回ったという 。
1726年10月、ウィルキンソンとメアリー・ウェルチ (Mary Welch) というアイルランド人との試合がジェームズ・ストークスの円形闘技場 (James Stokes' amphitheatre) で行われることが発表された。 広告の下部にある注釈には、「彼女らは、布のジャケット、膝下まである短いペチコート、オランダ布のズロース、白い長靴下、運動靴を着用して試合をする (They fight in cloth Jackets, short Petticoats, coming just below the Knee, Holland Drawers, white Stockings, and pumps)」と書かれている。 当時、女性や時には売春婦が、トップレスで試合を行うことはより一般的に行われていた。ウィルキンソンとその対戦相手が衣服を着用して試合を行うことは、彼女たちが競技者として真剣に試合を行うことを示すものであった。広告が掲載された新聞で、ウェルチはエリザベスを「英国の名高い女チャンピオン (the famous Championess of England)」と評している。エリザベスはこれに反応して自分が無敗であると主張し、「常に勝利と喝采を受けることなしに自分と同じ性別の相手と対戦したことはなかった (having never engaged with any of my own Sex but I always came off with Victory and Applause)」と述べている。 
ウィルキンソンと彼女の夫ジェームズ・ストークスはしばしば、彼女が女子選手と闘い夫が男子選手と闘うという形でペアでの挑戦を受けた。その最初のものは、1727年7月に彼女の元対戦相手であるメアリー・ウェルチとそのトレーナーのロバート・ベイカー (Robert Baker) が「ストークス氏と彼のアマゾン女傑 (Mr. Stokes and his bold Amazonian Virago)」に挑戦するというものであった。1728年12月にはトーマス・バレット (Thomas) とサラ・バレット (Sarah Barret) は同様の挑戦を行い、ウィルキンソンのことを「ヨーロッパの女チャンピオン (this European Championess)」と称した。彼らへの返答の中で、ジェームズ・ストークスは、エリザベスは「二度と公の場で闘うことはないと考えられて (thought not to fight in Publick anymore)」きたが「私の配偶者がすべての観客皆に満足を与えて名声と希望を得るのは間違いない (my spouse not doubting but to do the fame and hopes to give a general Satisfaction to all Spectators)」と述べた 。 
ボクシングのチャンピオンであることに加え、ウィルキンソンはインストラクターとしても活動していた。
ウィルキンソンは熱烈なセルフプロモーターでもあり、痛快なトラッシュ・トークで知られていた。ストーク・ニューイントン (Stoke Newington) のロバ追い (ass-driver) であるアン・フィールド (Ann Field) からの挑戦を受けたことを公表した際、彼女は読者に次のように語った「私が彼女に与えることになる打撃は、彼女がこれまでにロバに与えたいかなるものよりも噛み砕くのは難しいだろう (the blows which I shall present her with will be more difficult for her to digest than any she ever gave her asses)」  。

## 遺産
ウィルキンソンは18世紀のジェンダーの役割に反していた存在であったにもかかわらず、褒め称えられ英国社会から非難されなかった 。
彼女のキャリアが終わってから150年後、著述家たちはウィルキンソンを同時代人以上に賞賛した。19世紀後半が、彼女が称賛されなかった唯一の時代であった。彼女に対して言及されることが段々と減ってくと同時に内容も一般的に否定的なものとなり、一方で、ジェームズ・フィグに対してより大きな注目が集まるようになっていった。スポーツ史家で作家のクリストファー・デビッド・スラッシャー (Christopher David Thrasher) は、新しいジェンダー観が広がった社会がウィルキンソンの物語をもはや支持しなくなったときに、彼女の話は社会から意図的に無視されたのではないかと主張している 。